# Угля (річка)
Угля — річка в Україні, в Звягельському та Коростенському районах Житомирської області. Права притока Уборті.

## Опис
Довжина річки 19 км. Висота витоку річки над рівнем моря — 206 м; висота гирла над рівнем моря — 188 м; падіння річки — 23 м; похил річки — 1,15 м/км. 
Площа басену — 138 км².
Притоки: Грабарка, Теремша (праві).

## Розташування
Угля бере свій початок на заході від села Полоничеве. Формується з великої кількості безіменних струмків. Тече на північний захід і в селі Зубковичі впадає в річку Уборть.